# Libvirt
A libvirt egy nyílt forráskódú API platform virtualizációhoz. Használható KVM, Xen, VmWare ESX, QEMU és más virtualizációs technológiákkal.

## Támogatott hypervisor szoftverek
A libvirt a következő hypervisor technológiákkal tud együttműködni:
- LXC
- OpenVZ
- KVM és QEMU
- User-mode Linux
- VirtualBox
- Vmware ESX
- Vmware Workstation
- Hyper-v
- PowerVM
- Parallels Workstation

## Felhasználó felületek

A libvirt, néhány felhasználói felülete és virtualizációs technológiája

A libvirt-et számos virtualizációval kapcsolatos szoftver használja.
- A legnépszerűbb parancssori eszköz a virsh
- A Virtual Machine Manager grafikus felhasználói felületet biztosít a libvirt-hez
- Több privát felhő platform is épít a libvirt-re: az OpenStack az oVirt és a CloudStack[4] is használja KVM virtuális gépek kezeléséhez[5]

A libvirt csak Linuxon tud futni, de a felhasználói felületeire ez a megkötés nem vonatkozik.